# قضية الدفاع
قضية الدفاع هي قصة قصيرة كتبها غراهام غرين وتدور حول قضية تأخذ منعطفات عكس التيار. نُشرت في عام 1939 ، وتعتبر جزء من مجموعة القصص القصيرة واحد وعشرون .

## الملخص
تروي قصة «قضية الدفاع» قضية تُعرف باسم «جريمة بيكهام» حيث امرأة عجوز تدعى السيدة باركر قُتلت في منتصف الليل من قبل شهود كثر وأهمهم هي السيدة سالمون حيث لمحت وجه السيد آدامز في درجات منزل السيدة باركر وكان يخفي مطرقة.في المحاكمة، قدمت السيدة سالمون شهادتها بكل حزما وأمانة نابعة من ثقتها من أن المجرم هو السيد آدامز. ولكن ورغم ذلك، فثقتها تزعزعت عندما يقدم لها مستشار السيد آدامز رجلاً متطابق المظهر في الجزء الخلفي من قاعة المحكمة، والذي كشف عن أنه شقيقه التوأم. وضع الجميع في موقف صعب حيث لا يمكن لأي من الشهود الآخرين أن يقسموا أن توأم آدمز الذي في الحجز هو آدمز الذي رأوه ليلة القتل، بالإضافة إلى أن كلاهما لديه أعذار حيث كان كل منهما مع زوجته في ذلك الوقت. وهكذا تمت تبرئة التوأم لعدم كفاية الأدلة. ماحصل بعد ذلك كان غريبا فبينما كان التوأم يغادران قاعة المحكمة، حدث حادث مريب حيث تم دفع أحدهما أمام حافلة وقتل، مما يعمق لغز «جريمة بيكهام». واختتم الكاتب القصة بالسؤال: «لو كنت السيدة سالمون، هل يمكنك النوم في الليل؟»